# Hòa Cuông
Hòa Cuông là một xã thuộc huyện Trấn Yên, tỉnh Yên Bái, Việt Nam.

## Địa lý
Xã Hòa Cuông có diện tích 18,48 km², dân số năm 2019 là 2.517 người, mật độ dân số đạt 136 người/km².

## Hành chính
Xã Hòa Cuông được chia thành 6 thôn: 1, 2, 3, 4, 5, 6.

## Lịch sử
Ngày 28 tháng 12 năm 2022, UBND tỉnh Yên Bái ban hành Quyết định số 2679/QĐ-UBND về việc công nhận thị trấn Cổ Phúc và vùng phụ cận (bao gồm một phần các xã: Việt Thành, Nga Quán, Minh Quán, Hòa Cuông, Y Can) đạt tiêu chí đô thị loại V.